# Naturschutzgebiet Untere Havel Süd
Das Naturschutzgebiet Untere Havel Süd ist ein Naturschutzgebiet im Land Brandenburg. Im Verfahren war das Schutzgebiet seit 1994. Die Verordnung für das Naturschutzgebiet trat am 3. August 2009 in Kraft. Es erstreckt sich entlang der Unteren Havel zwischen den Städten Rathenow im Norden und Havelsee einschließlich des Pritzerber Sees im Süden.

## Naturschutzgebiet
Das Naturschutzgebiet Untere Havel Süd umfasst eine Fläche von 3933 Hektar. Es ist eine Brut- und Rastregion für Wat- und Wasservögel. Beispiele für vorkommende Vogelarten sind Höckerschwan, Singschwan, Zwergschwan, Rohrdommel, Eisvogel, Neuntöter. Weiterhin leben Seeadler, Kampfläufer, Weißstorch, Rotschenkel, Großer Brachvogel, Roter Milan und Schwarzer Milan in den Flussniederungen. Auf dem Weg in nordische Brutgebiete rasten bis zu 90.000 Bläss- und Waldsaatgänse an der Unteren Havel. Neben der Vielzahl heimischer und durchziehender Vogelarten leben Biber und Fischotter, Ringelnatter, Moorfrosch, Kammmolch und Kreuzkröte in größerer Zahl im Schutzgebiet. Auch seltene Pflanzenarten wie Kornblume, Sumpf-Wolfsmilch, Sumpf-Platterbse und Gottes-Gnadenkraut finden sich.

## Weitere Schutzgebiete
Das Naturschutzgebiet Untere Havel Süd ist Teil des Naturparks Westhavelland, des Landschaftsschutzgebietes Westhavelland, des SPA-Gebietes (europäisches Vogelschutzgebiet) Niederung der Unteren Havel und des FFH-Gebietes Niederung der Unteren Havel/Gülper See.

## Galerie

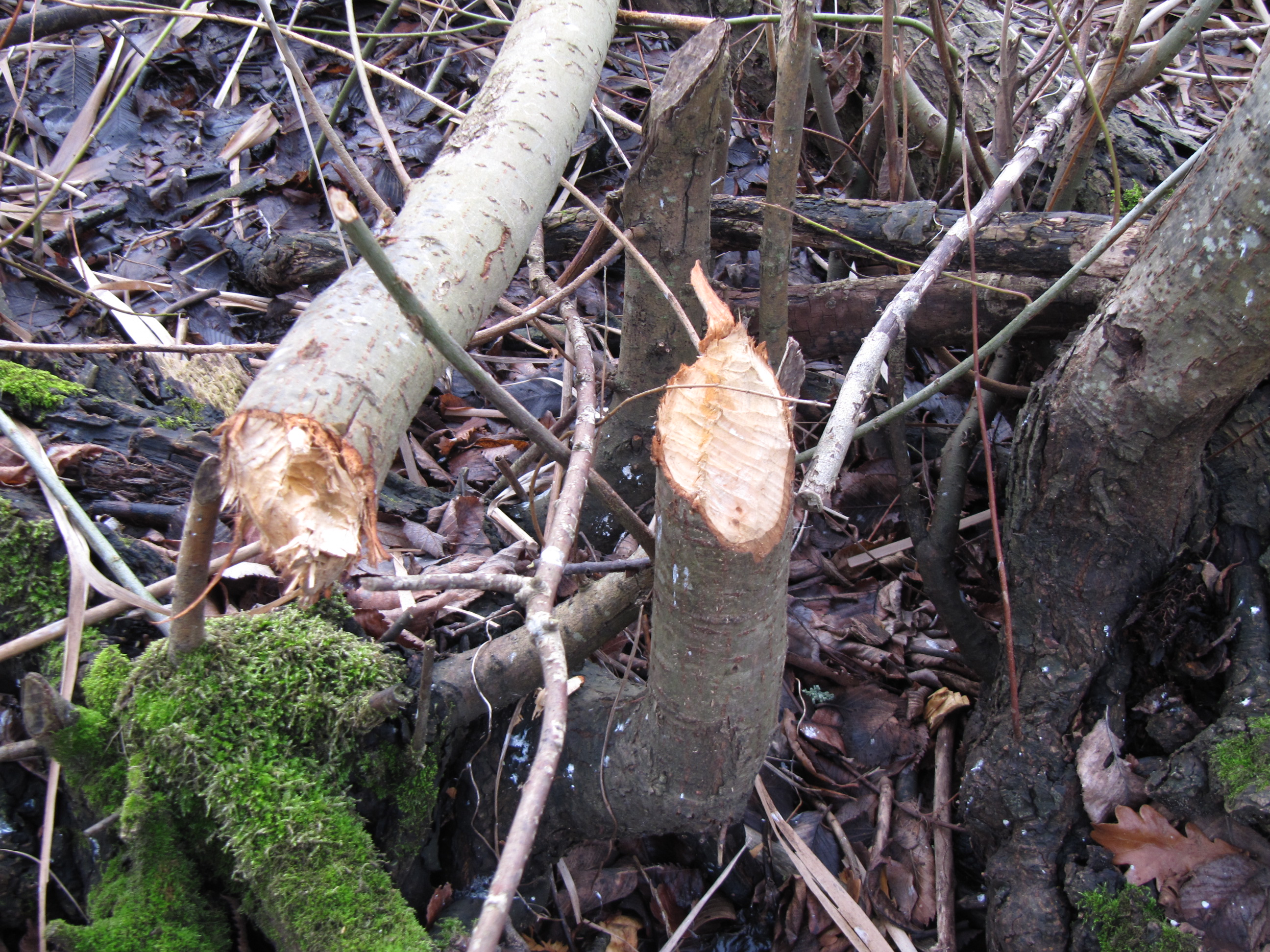
Biberbissspuren im Naturschutzgebiet
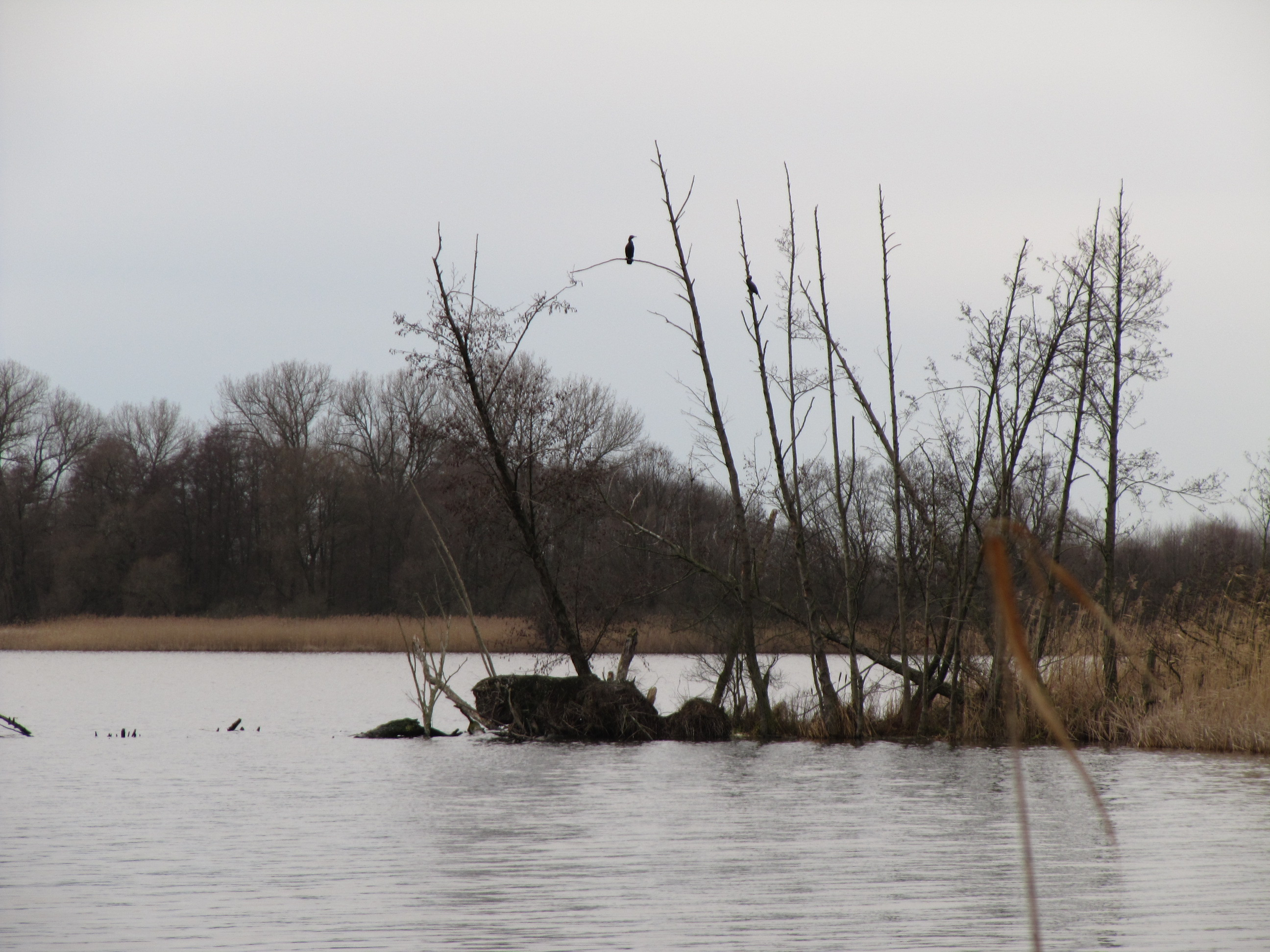
Am Pritzerber See im NSG Untere Havel Süd